# Prosopocoilus chalcoides
Prosopocoilus chalcoides là một loài bọ cánh cứng trong họ Lucanidae. Loài này được Lacroix & Ratti in Lacroix Ratti & Taroni mô tả khoa học năm 1983.